# Ardennenwevertje
Het ardennenwevertje (Tenuiphantes alacris) is een spin uit de familie hangmatspinnen (Linyphiidae).
Het vrouwtje wordt 2,6 tot 3,3 mm groot, het mannetje 2,4 tot 2,7 mm. Het prosoma en de poten zijn geelachtig bruin. De soort komt vooral voor in bergachtige gebied in het westelijke deel van het Palearctisch gebied.